# Pachycephala nudigula
Pachycephala nudigula là một loài chim trong họ Pachycephalidae.